# Platyceps saharicus
Platyceps saharicus är en ormart som beskrevs av Schätti och McCarthy 2004. Platyceps saharicus ingår i släktet Platyceps och familjen snokar. Inga underarter finns listade i Catalogue of Life.
Denna orm förekommer med flera från varandra skilda populationer i norra Afrika och Mellanöstern från Algeriet till Jordanien och nordvästra Saudiarabien. Arten lever i låglandet och i bergstrakter upp till 2000 meter över havet. Platyceps saharicus vistas i torra och klippiga regioner med glest fördelad växtlighet. Den besöker även odlingsmark. Honor lägger ägg.
I Egypten fångas flera exemplar och hölls som terrariedjur. I utbredningsområdet ingår flera skyddszoner. IUCN listar arten som livskraftig (LC).